# Parepare
Parepare, auch Pare-Pare, ist eine Stadt auf der indonesischen Insel Sulawesi, in der Provinz Sulawesi Selatan („Südsulawesi“). Die Hafenstadt liegt ungefähr 155 km nördlich der Provinzhauptstadt Makassar. Als autonome Stadt (indonesisch Kota) ist sie als Verwaltungseinheit der 2. Ebene einem Regierungsbezirk (indonesisch Kabupaten) gleichgestellt. Sie wird von einem gewählten Bürgermeister (indonesisch Walikota) geleitet.

## Etymologie
Eine Verdoppelung von Wörtern ist in der indonesischen Sprache die Mehrzahl-Form. Paré (oder indonesisch Peria) ist das javanische Wort für Balsambirne. Pare Pare ohne Bindestrich heißt also „(mehrere) Balsambirnen“. Pare-Pare nennt man ein Gestell, auf dem Geschirr aufbewahrt wird.

## Geographie
Palopo ist mit 89,67 km² die kleinste der drei autonomen Städte der Provinz und damit auch die kleinste unter den 24 Verwaltungseinheiten der 2. Ebene (Anteil: 0,20 %). Unter den autonomen Städten der Region Sulawesi (also der Insel) belegt sie Rang 10 und unter allen 94 indonesischen Kota (die Region DKI Jakarta wurde als eine Kota gewertet) wurde Platz 66 erreicht.

### Lage und Ausdehnung
Im Westen der Provinz, etwas westlich der Mitte der südlichen Halbinsel der Insel Sulawesi gelegen, grenzt die Stadt im Norden an den Regierungsbezirk Pinrang, im Osten an Sidenreng Rappang und im Süden an Barru. Die Küste der Straße von Makassar stellt im Osten eine natürliche Grenze dar. Die Hälfte der Kelurahan hat Zugang zum Meer, der östlich gelegene Kecamatan Bacukiki hat keinen. Die Stadt ist insellos. Von hier fahren Schiffe zu mehreren Häfen an der Ostküste Kalimantans.

### Grenzpunkte
Parepare liegt südlich des Äquators und hat folgende äußere Grenzpunkte:
| Richtung | Kode          | Kecamatan        | Kelurahan         | Koordinaten         |
| -------- | ------------- | ---------------- | ----------------- | ------------------- |
| N        | 73.72.03.1007 | Soreang          | Bukit Harapan     | 03°57′37,77″ s. Br. |
| O        | 73.72.01.1005 | Bacukiki         | Watang Bacukiki00 | 119°43′16,05″ ö. L. |
| S        | 73.72.01.1005 | Bacukiki         | Watang Bacukiki00 | 04°04′47,76″ s. Br. |
| W        | 73.72.04.1003 | Bacukiki Barat00 | Lumpue            | 119°37′01,10″ ö. L. |

## Klima und Wetter
Wie im übrigen Indonesien so herrscht auch in Parepare tropisches Regenwaldklima (feuchttropisches Klima), es gibt eine trockene Jahreszeit und die Regenzeit mit fließenden Übergängen.
|                        | Jan  | Feb  | Mär  | Apr  | Mai  | Jun  | Jul  | Aug  | Sep  | Okt  | Nov  | Dez  |   |      |
| Mittl. Temperatur (°C) | 26,2 | 26,4 | 26,5 | 26,6 | 26,8 | 26,4 | 26,4 | 27,0 | 27,8 | 28,0 | 27,2 | 26,4 | ⌀ | 26,8 |
| Mittl. Tagesmax. (°C)  | 28,7 | 28,9 | 29,1 | 28,7 | 28,9 | 29,1 | 29,6 | 30,8 | 32,1 | 32,1 | 30,5 | 29,1 | ⌀ | 29,8 |
| Mittl. Tagesmin. (°C)  | 24,4 | 24,4 | 24,4 | 24,5 | 24,7 | 24,3 | 24,1 | 24,3 | 24,7 | 24,9 | 24,8 | 24,5 | ⌀ | 24,5 |
|                        |      |      |      |      |      |      |      |      |      |      |      |      |   |      |
| Niederschlag (mm)      | 397  | 293  | 291  | 240  | 397  | 293  | 291  | 240  | 156  | 89   | 45   | 23   | Σ | 2755 |
|                        |      |      |      |      |      |      |      |      |      |      |      |      |   |      |
| Sonnenstunden (h/d)    | 8,3  | 8,6  | 8,8  | 9,1  | 9,5  | 9,5  | 9,7  | 10,0 | 10,3 | 9,9  | 9,1  | 8,5  | ⌀ | 9,3  |
|                        |      |      |      |      |      |      |      |      |      |      |      |      |   |      |
| Regentage (d)          | 21   | 18   | 20   | 18   | 14   | 21   | 18   | 20   | 18   | 14   | 10   | 6    | Σ | 198  |
|                        |      |      |      |      |      |      |      |      |      |      |      |      |   |      |
| Wassertemperatur (°C)  | 29,0 | 28,9 | 29,4 | 29,6 | 29,3 | 28,6 | 28,0 | 27,7 | 28,1 | 29,0 | 29,6 | 29,5 | ⌀ | 28,9 |
|                        |      |      |      |      |      |      |      |      |      |      |      |      |   |      |
| Luftfeuchtigkeit (%)   | 86   | 85   | 85   | 85   | 82   | 79   | 74   | 67   | 65   | 69   | 79   | 85   | ⌀ | 78,4 |

| 24,4 |

| 24,4 |

| 24,4 |

| 24,5 |

| 24,7 |

| 24,3 |

| 24,1 |

| 24,3 |

| 24,7 |

| 24,9 |

| 24,8 |

| 24,5 |

| 24,4 |

| 24,4 |

| 24,4 |

| 24,5 |

| 24,7 |

| 24,3 |

| 24,1 |

| 24,3 |

| 24,7 |

| 24,9 |

| 24,8 |

| 24,5 |

## Verwaltungsgliederung
Die Stadt gliedert sich seit 2007 in vier Distrikten (Kecamatan) mit 22 städtisch geprägten Dörfern (indonesisch Kelurahan). Eine weitere Unterteilung erfolgt in Rukun Warga und Rukun Tetangga.

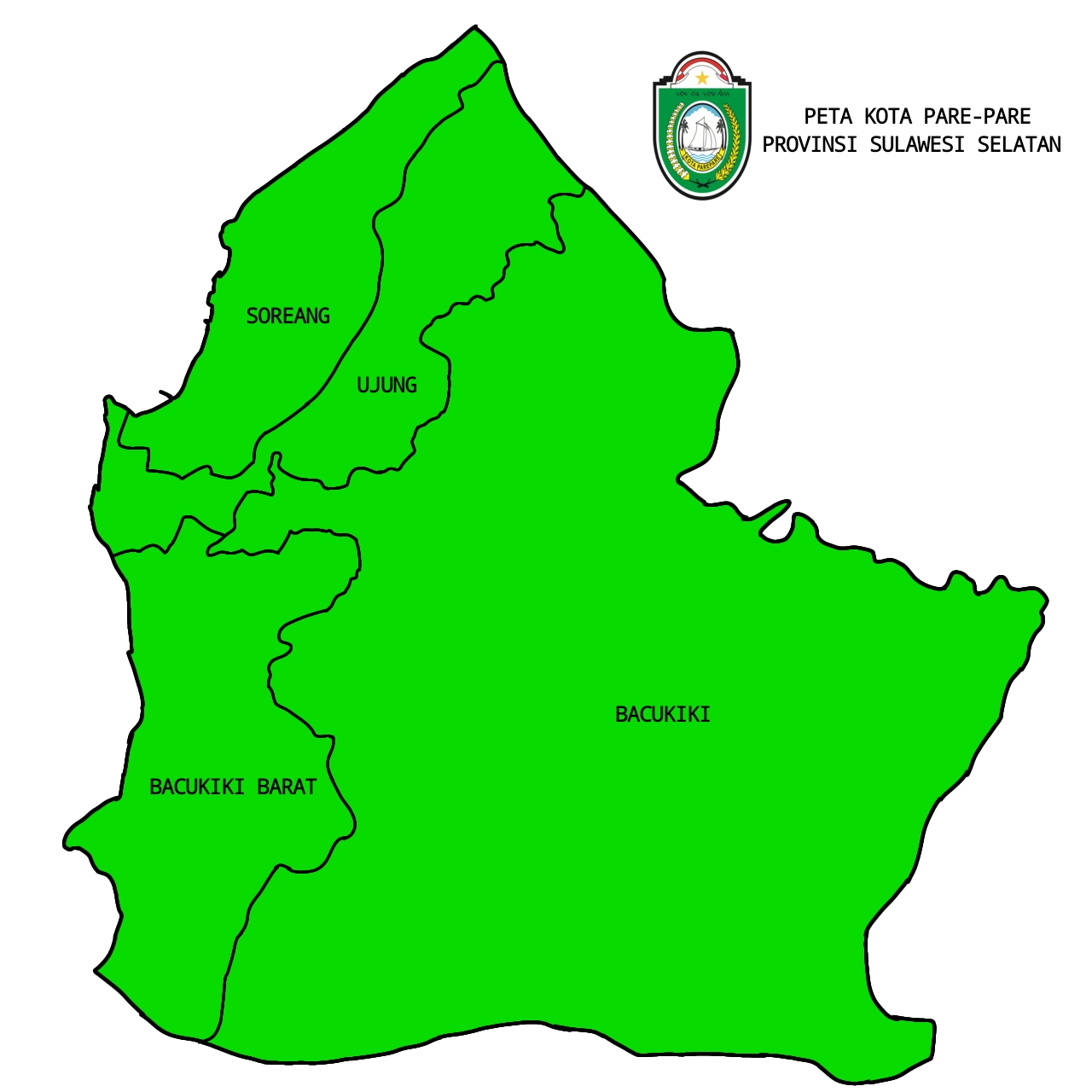
Verwaltungsübersicht

| Code 1)  | Kecamatan Distrikt | Ibukota Verwaltungssitz | Fläche (km²) | Einw. Zensus 2010 2) | Volkszählung 2020 3) | Volkszählung 2020 3) | Volkszählung 2020 3) | Anzahl der … |           |
| Code 1)  | Kecamatan Distrikt | Ibukota Verwaltungssitz | Fläche (km²) | Einw. Zensus 2010 2) | Einw. 3)             | 0Dichte 4)0          | Sex Ratio 5)         | Desa         | RW / RT   |
| -------- | ------------------ | ----------------------- | ------------ | -------------------- | -------------------- | -------------------- | -------------------- | ------------ | --------- |
| 73.72.01 | Bacukiki           | Galung Maloang          | 66,70        | 14.477               | 25.511               | 382,5                | 101,72               | 4            | 28 / 660  |
| 73.72.02 | Ujung              | Labukkang               | 11,30        | 32.231               | 33.843               | 2.995,0              | 97,76                | 5            | 43 / 112  |
| 73.72.03 | Soreang            | Bukit Harapan           | 8,33         | 43.469               | 46.903               | 5.630,6              | 98,40                | 7            | 51 / 149  |
| 73.72.04 | Bacukiki Barat00   | Sumpang Minangae00      | 13,00        | 39.085               | 45.197               | 3.476,7              | 96,78                | 6            | 32 / 100  |
| 73.72    | Kota Parepare      | Kota Parepare           | 99,33        | 129262               | 151454               | 1.524,8              | 98,32                | 22           | 154 / 427 |

## Geschichte
Der Kabupaten gehörte neben 17 anderen und der Hauptstadt Makassar zu jenen Verwaltungseinheiten, die Ende 1960 die Provinz Sulawesi Selatan gründeten (Gesetz Nr. 47/1960). Die innere Struktur der 1959 gebildeten Kota blieb lange Zeit unverändert. Erst 2007 erfolgte mit der Abtrennung von sechs Kelurahan aus dem größten Kecamatan Bacukiki zur Bildung des neuen Kecamatan Bacukiki Barat die bisher einzige administrative Änderung (Regionalverordnung PERDA 4/2007).
Am 11. Januar 2009 geriet eine Fähre von Parepare nach Kalimantan in einem tropischen Wirbelsturm in Seenot, es wurde von über 240 Vermissten berichtet.

## Demographie

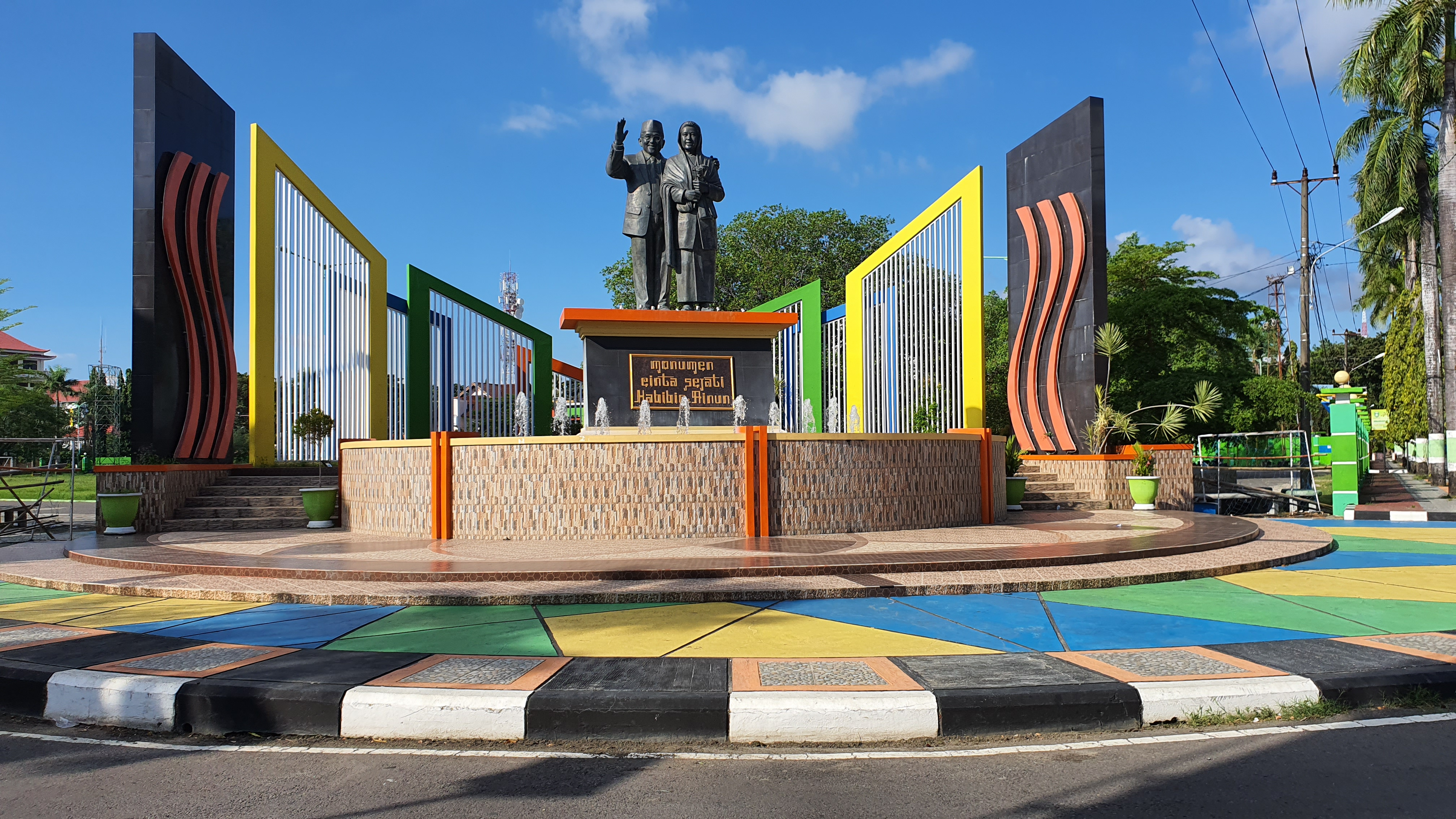
Habibie Ainun Denkmal

Die Einwohner sind mehrheitlich Bugis. Neben indonesisch als Amtssprache wird hauptsächlich deren Sprache in der Stadt gesprochen.
Parepare ist schwach besiedelt (1,71 Prozent der Provinzbevölkerung), nur der Kabupaten Kepulauan Selayar hat in der Provinz noch weniger Einwohner. Von den elf Kotas der Insel Sulawesi liegt Parepare auf Rang 9, landesweit entsprechend Rang 75. Mit der Bevölkerungsdichte von 1821,3 Einwohner je km² wird Platz 2 (hinter der Hauptstadt Makassar) in der Provinz erreicht, Platz 4 in der Region sowie Rang 54 im gesamten Inselstaat (Angaben von 2024).
Von der Bevölkerung am Jahresende 2024 waren 50,68 (32,93) % ledig; 41,66 (56,65) % verheiratet; 2,98 (4,05) % geschieden sowie 4,69 (6,38) % verwitwet. Die kursiven Zahlen in Klammern beziehen sich auf die Bevölkerung ab dem Alter von 15 Jahren (120.096, das sind 73,54 Prozent der Gesamtbevölkerung). 9.238 Personen waren 65 Jahre und älter, das sind 5,66 Prozent des Bezirks.

### Durchschnittswerte der administrativen Einheiten
Für das Jahr 2024 wurden folgende Durchschnittswerte für Einwohnerzahl und Fläche (km²) für die Distrikte und die Dörfer ermittelt.
| Durchschnitt pro …  | Palopo0 | Palopo0 | Prov. SULSEL0 | Prov. SULSEL0 |
| Durchschnitt pro …  | Einw.   | Fläche  | Einw.         | Fläche        |
| ------------------- | ------- | ------- | ------------- | ------------- |
| Kecamatan           | 40.829  | 22,42   | 30.442        | 144,83        |
| Desa u. Kelurahan00 | 07.423  | 04,08   | 03.113        | 014,81        |

### Soziale Daten 2020
| Merkmal                                                             | Parepare | 0Prov. Sulawesi Selatan0 |
| ------------------------------------------------------------------- | -------- | ------------------------ |
| Bevölkerung unterhalb der Armutsgrenze (Tsd.)00                     | 7,960    | 776,830                  |
| Anteil der „armen Bevölkerung“ (indonesisch Penduduk miskin) (%)000 | 5,440    | 8,720                    |
| Arbeitslosenrate (%)                                                | 10,370   | 8,030                    |
| Lebenserwartung bei der Geburt (Jahre)                              | 71,270   | 70,570                   |
| HDI-Index                                                           | 77,860   | 71,930                   |
| Analphabetenrate (in %, 15+ J.)                                     | 2,300    | 7,440                    |
| Anteil der Altersgruppen                                            | 0Real0   | 00.Prozentual0           |
| Kinder (<15 J.)                                                     | 40.2690  | 26,59                    |
| arbeitsfähige Bevölkerung (15–64 J.)                                | 103.6040 | 68,41                    |
| Rentner und Pensionäre (>65 J.)                                     | 7.5810   | 05,01                    |

### Religion und Bevölkerungsverteilung
| Religion       | Gläubige | Anteil (%) | Gebäude  | Anteil 2024 |
| -------------- | -------- | ---------- | -------- | ----------- |
| Islam          | 139.390  | 89,59      | 198 9)   | 90,34       |
| Christen insg. | 7.335 10 | 4,71       | 26       | 4,37        |
| Davon:         |          |            |          |             |
| Protestanten   | 5.307    | ~ 72       | 24       | ~ 72        |
| Katholiken     | 2.208    | ~ 28       | 2        | ~ 28        |
|                |          |            |          |             |
| Hindus         | 752      | 0,48       | 4 Vihara | 0,48        |
| Buddhisten     | 774      | 0,50       | 4 Vihara | 0,44        |

| Jahr | Gesamt- Bevölkerung | Männer | %     | Frauen | %     | Sex Ratio 5) |
| 2016 | 177.125             | 89.054 | 50,28 | 88.071 | 49,72 | 101,12       |
| 2017 | 143.079             | 70.777 | 49,47 | 72.302 | 50,53 | 97,89        |
| 2018 | 147.322             | 72.918 | 49,50 | 74.404 | 50,50 | 98,00        |
| 2019 | 148.634             | 73.582 | 49,51 | 75.052 | 50,49 | 98,04        |
| 2020 | 151.763             | 75.189 | 49,54 | 76.574 | 50,46 | 98,19        |
| 2021 | 157.442             | 78.321 | 49,75 | 79.121 | 50,25 | 98,99        |
| 2022 | 158.600             | 78.904 | 49,75 | 79.696 | 50,25 | 99,01        |
| 2023 | 160.309             | 79.753 | 49,75 | 80.556 | 50,25 | 99,00        |
| 2024 | 163.314             | 81.252 | 49,75 | 82.062 | 50,25 | 99,01        |

Die rechte Tabelle gibt die durch die Zivilstandsbüros (Disdukcapil, indonesisch Dinas Kependudukan dan Pencatatan Sipil) veröffentlichten Fortschreibungsergebnisse zum Jahresende wieder.

### Aktuelle Daten der Bevölkerungsfortschreibung
Die nachfolgende Tabelle gibt den Einwohnerstand nach Geschlecht zur Volkszählung 2020, zum Ende 2022 sowie zum Jahresende 2024 wieder. Beide letztere Daten resultieren aus den Ergebnissen der Fortschreibung durch die örtlichen Zivilstandsbüros (Disdukcapil, indonesisch Dinas Kependudukan dan Pencatatan Sipil). Der aktuelle Einwohnerstand kann jederzeit in einer interaktiven Karte abgerufen werden.

| Kecamatan        | Zensus 2020 | Zensus 2020 | Zensus 2020 | Ende 2022 | Ende 2024 | Ende 2024 | Ende 2024 | Fläche km² | Bevöl kerungs dichte | Sex Ratio 5) |
| Kecamatan        | Insg.       | männl.      | weibl.      | Ende 2022 | Insg.     | männl.    | weibl.    | Fläche km² | Bevöl kerungs dichte | Sex Ratio 5) |
| ---------------- | ----------- | ----------- | ----------- | --------- | --------- | --------- | --------- | ---------- | -------------------- | ------------ |
| Bacukiki         | 25.511      | 12.864      | 12.647      | 28.129    | 28.892    | 14.340    | 14.552    | 58,98      | 489,83               | 98,54        |
| Ujung            | 33.843      | 16.730      | 17.113      | 33.758    | 37.020    | 18.407    | 18.613    | 8,90       | 4.159,55             | 98,89        |
| Soreang          | 46.903      | 23.262      | 23.641      | 47.033    | 49.097    | 24.552    | 24.545    | 8,35       | 5.879,18             | 100,03       |
| Bacukiki Barat   | 45.197      | 22.229      | 22.968      | 45.934    | 48.305    | 23.953    | 24.352    | 13,44      | 3.595,19             | 98,36        |
| Kota Pare Pare00 | 151.454     | 75.085      | 76.369      | 154.854   | 163.314   | 81.252    | 82.062    | 89,67      | 1.821,26             | 99,01        |

## Persönlichkeiten
- Reza Arya Pratama (* 2000), Fußballspieler
- Bacharuddin Jusuf Habibie (1936–2019), indonesischer Politiker, 3. Präsident